# Musée de la cathédrale de Wurtzbourg
Le musée de la cathédrale de Wurtzbourg est un musée d'art appartenant au diocèse de Wurtzbourg.

## Emplacement
Le bâtiment s'étend sur un total de quatre étages de la Kilianshaus, entièrement rénovée et reconstruite de 2001 à 2003. Il est situé sur la Kiliansplatz entre la cathédrale Saint-Kilian de Wurtzbourg et la collégiale de Neumünster.
Le Leichhof se trouvait sur la place entre la cathédrale et Neumünster et servait de cimetière de la cathédrale pour les morts de la paroisse de la cathédrale et des maisons appartenant à Neumünster jusqu'au milieu du XVIe siècle environ. Il y avait aussi un Fronhof entre la cathédrale et la collégiale, dont le puits fut transformé en latrine au XIIIe siècle. Un certain nombre d'objets qui renseignent sur la vie quotidienne au Moyen Âge furent trouvés dans cette fosse à ordures.

## Collections
Les œuvres d'art dans le hall d'entrée font référence à la situation humaine fondamentale entre la chute et l'élévation, la lumière et l'obscurité, l'espoir et le désespoir, la joie et la tristesse, le ciel et la terre. L'exposition permanente comprend environ 300 tableaux et sculptures du Xe siècle au XXIe siècle. Les artistes modernes et contemporains (Ernst Barlach, Joseph Beuys, Willi Dirx, Otto Dix, Dina Draeger, Lars Käker, Käthe Kollwitz, Wolfgang Mattheuer, Werner Tübke, Andy Warhol) font face par des thématiques aux maîtres anciens (notamment Tilman Riemenschneider, Georg Anton Urlaub, Johann Peter Wagner, Johannes Zick).

## Source, notes et références
- (de) Cet article est partiellement ou en totalité issu de l’article de Wikipédia en allemand intitulé « Museum am Dom (Würzburg) » (voir la liste des auteurs).

1. ↑  (de) Lonely Planet, Munich la Bavière et la forêt noire : Bavière, vol. 1, Lonely Planet, 2013, 152 p. (ISBN 9782816137392, lire en ligne)